# Creep (canción de Stone Temple Pilots)
«Creep» es la sexta canción del álbum debut de Stone Temple Pilots, Core.
Fue el tercer y último sencillo del álbum. La canción fue reconocida por su llamativo estilo de grunge.
El sencillo sigue siendo muy popular actualmente, e incluso apareció en la película Black Hawk Down del 2001.

## Video
El video musical, dirigido por Graeme Joyce, fue filmado todo en blanco y negro, y la mayor parte se muestra a los músicos con repetidas tomas de un antiguo grifo de agua corriente.
La versión de la canción en el video musical es, en realidad, diferente de la que aparece en Core, con algunas ligeras diferencias en la forma en que Scott Weiland canta partes de la canción.
Además, la canción en el video es de unos 30 segundos más corta que la del álbum debido a la eliminación de las líneas repetidas en el primer coro. Esta versión alterada es la que habitualmente desempeña la banda en los conciertos y la que apareció en la mayoría de los sencillos de la canción "Creep".

## Curiosidades
- Con el auge de la descarga vía P2P, la canción se compartía bajo el título de "Half the Man I Used to Be" con Nirvana como sus supuestos intérpretes. Nirvana en realidad nunca grabó ninguna canción con dicho nombre ni tampoco grabó algún cover de la canción Creep. Esta confusión, incluso hoy en día, se mantiene vigente entre algunas personas.

- Datos: Q387002